# Hirtella lemsii
Hirtella lemsii är en tvåhjärtbladig växtart som beskrevs av Louis Otho Otto Williams och Ghillean `Iain' Tolmie Prance. Hirtella lemsii ingår i släktet Hirtella och familjen Chrysobalanaceae. Inga underarter finns listade i Catalogue of Life. Arten hittas i Costa Rica.